# Referendum w Szwajcarii w 2010 roku (marzec)
Referendum w Szwajcarii w marcu 2010 roku – referendum w Szwajcarii przeprowadzone 7 marca 2010. Dotyczyło trzech kwestii: zmian w systemie emerytalnym, ustanowienia obowiązkowych w całym kraju pełnomocników prawnych dla zwierząt oraz zmiany konstytucji w zakresie badań na ludziach. Dwie pierwsze propozycje zostały odrzucone przez wyborców, natomiast trzecia spotkała się z aprobatą głosujących. 

## Przedmiot referendum
Referendum dotyczyło trzech odrębnych kwestii: wprowadzenia zmian do krajowego systemu emerytalnego, powołania pełnomocników prawnych ds. obrony praw zwierząt oraz wprowadzenia zmian do konstytucji w zakresie badań na ludziach.

### Reforma systemu emerytalnego
Szwajcarski system emerytalny składa się z trzech filarów. Pierwszego – państwowego funduszu emerytalnego; drugiego – obowiązkowego ubezpieczenia, płaconego w równym stopniu przez pracowników i pracodawców oraz trzeciego – ubezpieczenia dobrowolnego. Zmiany proponowane w referendum dotyczyły zmniejszenia o 0,6 do 2016 roku przelicznika, na podstawie którego wyznaczana jest wielkość świadczenia emerytalnego w drugim filarze. W praktyce oznaczałoby to zmniejszenie wielkości tego świadczenia. Zmiany w prawie już w 2009 przyjął parlament, jednak w wyniku zebrania ponad 200 tys. podpisów przeciwników ustawy, konieczne stało się zorganizowanie powszechnego głosowania w tej sprawie. Zmianie prawa sprzeciwiły się partie centrolewicowe, związki zawodowe i organizacje konsumentów, które określiły je mianem "kradzieży zysków" przez środowisko biznesowe i branżę ubezpieczeniową. Zwolennicy zmian, rząd i centroprawica, argumentowali, że reforma jest niezbędna w celu zagwarantowania stabilności systemu emerytalnego w przyszłości. 

### Wprowadzenie pełnomocników prawnych dla zwierząt
Druga z propozycji przewidywała wzmocnienie ochrony prawnej zwierząt. Inicjatywa, podjęta przez organizacje praw zwierząt, zakładała instytucjonalizację funkcji pełnomocnika prawnego zwierząt we wszystkich 26 kantonach. Zadaniem pełnomocnika miało być obowiązkowe reprezentowanie zwierząt w trakcie procesu sądowego. Instytucja ta istniała już od 1992 w kantonie Zurych. Propozycję poparła Partia Zielonych oraz Socjaldemokratyczna Partia Szwajcarii, natomiast do głosowania przeciw wezwał rząd i partie centroprawicowe. Podkreślali oni wysokie koszty funkcjonowania opłacanych przez państwo prawników oraz skuteczność już obowiązujących surowych regulacji prawnych w tym zakresie. 

### Zmiana konstytucji w zakresie badań na ludziach
Ostatnia z referendalnych propozycji zgłoszona przez rząd i parlament, jaką było wprowadzenie poprawki do konstytucji w zakresie badań i eksperymentów na ludziach, budziła najmniejsze kontrowersje. Poprawka miała na celu ochronę godności osoby ludzkiej w czasie przeprowadzania eksperymentów biomedycznych, przy jednoczesnym zagwarantowaniu wolności badań. Miała służyć za podstawę dla bardziej szczegółowego ustawodawstwa kantonalnego w zakresie transplantologii, genetyki i badań na komórkami macierzystymi. Zwolennicy propozycji przekonywali o potrzebie całościowych regulacji i konsultacji z ekspertami w dziedzinie bioetyki. Przeciwnicy, głównie partie centrolewicowe, uważali propozycje za niewystarczające, podkreślając braki w ochronie ludzi, którzy nie mogą być w pełni poinformowani o eksperymentach, jak dzieci i ludzie umysłowo chorzy. 

## Wyniki
Za zmianą przepisów dotyczących systemu emerytalnego opowiedziało się tylko 27,3% głosujących. Za ustanowieniem obowiązkowych pełnomocników prawnych dla zagłosowało 29,5% wyborców. W obu powyższych przypadkach oznaczało to odrzucenie propozycji legislacyjnych. Natomiast wprowadzenie poprawek do konstytucji w kwestii badań na ludziach poparło 77,2% głosujących.